# 이희신
이희신(李羲臣, 德水李氏12世孫) 중종(中宗) 30년(1535) ∼ 선조(宣祖) 20년(1587). 조선 중기 문신. 본관은 덕수(德水). 자는 여익(汝翼)이고, 행직은 참판(參判)이다. 증 가선대부 병조참판겸 지부사 오위도총부총관. 증조부는 사헌부 장령, 병조참의 등을 역임하신 이거(李琚), 조부는 선교랑 평시서 봉사를 지낸 이백록(李百祿)이며 창신교위 증 좌의정 덕연부원군 이정(李貞)의 아들이자 충무공 이순신(李舜臣)의 첫째 형이다.

## 생애
- 중종 30년(1535) 태어나다.
- 선조 20년(1587) 정해(丁亥) 正월24일 향년 53세로 별세하다.
- 증 가선대부 병조참판겸 지부사 오위도총부총관에 증직되다.
- 배위는 증 정부인 진주강씨로 부는 정6품 강세온, 조부는 참봉 강조흥이며 외조부는 광주 이종간이다. 기일은 6월19일이다.
- 묘는 충남 아산시 음봉면 고룡산12-38 이충무묘소신도비 뒷편 어라산줄기 선영에 쌍분으로 모셔져 있다.
- 슬하에 4남 2녀를 두었다. 충무공행록을 지은 바 있는 차남 이분(李芬)과 정묘호란에서 전사 한 막내 강민공 이완(李莞)이 유명하다.

## 평가
희신(羲臣)이라는 이름은 아버지인 덕연부원군(德淵府院君) 이정(李貞)이 돌림자인 신(臣)자 위에 중국의 전설적인 삼황오제(三皇五帝) 중에서 첫 임금인 복희씨(伏羲氏)를 참고하여 지었다.
어머니인 초계 변씨(草溪卞氏)가 1588년 3월 12일 작성한 별급문기를 참고하면 참판공 이희신(李羲臣)은 장자이고 가문의 상속자로 승중(承重)으로 분급되었는데 선조 9년(1576) 삼남 이순신(李舜臣)이 과거에 급제하였을 때 노 2명, 비 2명을 받은 기록만 남아있어 이미 받은 노비가 있었는지는 확인할 수 없다. 다만 증조부 이백록의 묘가 있는 경기도 용인 일대에 선산이 있는 바 사전에 상속되었음을 추정할 수 있다.
참판공 이희신(李羲臣)을 기준으로 자손들은 덕수이씨(德水李氏) 참판공파(參判公派) 파계로 나누어 졌다. 후손들은 조부인 선교랑 평시서 봉사 이백록(李百祿)의 묘가 있는 경기도 용인시 수지구 고기동 일대에 터를 잡았다.

## 가족 관계
- 증조부 : 이거(李琚), 사헌부장령, 한림, 홍문관 박사, 순천부사, 병조참의
  - 조부 : 이백록(李百祿), 선교랑 평시서 봉사
  - 조모 : 초계 변씨(草溪卞氏), 변성(卞誠)의 딸
    - 부 : 증 좌의정 덕연부원군(德淵府院君) 이정(李貞, 1511~1583)
    - 모 : 증 정경부인 초계 변씨(草溪卞氏, 1515~1597) - 변수림(卞守琳)의 딸
      - 본인 : 이희신(李羲臣, 1535~1587), 증 병조참판겸지부사 오위도총부총관
      - 부인 : 증 정부인 진주 강씨(晉州姜氏), 강세온(姜世溫)의 딸
        - 장남 : 이뢰(李蕾, 1561~1648), 찰방
        - 차남 : 이분(李芬, 1566~1619), 병조정랑
        - 삼남 : 이번(李蕃, 1575~1668), 효릉참봉
        - 사남 : 이완(李莞, 1579~1627), 충신증자헌대부병조판서겸지의금부사행가선대부의주부윤의주진병마첨절제사(忠臣贈資憲大夫兵曹判書兼知義禁府事行嘉善大夫義州府尹義州鎭兵馬僉節制使), 시호 강민(剛愍), 정묘호란 전사

      - 동생 : 이요신(李堯臣, 1542~1580), 증 호조참판동의금부사
      - 제수 : 증 정부인 청품김씨(清風金氏), 김대신(大頣)의 딸
        - 조카 : 이봉(李菶, 1563~1650), 선무원종공신 2등, 경상도병마절도사겸 오위도청부 부총관, 평안도병마절도사, 포도대장, 삼척포첨사
        - 조카 : 이해(李荄, 1566~1645), 선무원종공신 2등, 훈련원주부

      - 동생 : 이순신(李舜臣, 1545~1598), 효충장의적의협력선무공신 덕풍부원군(德豐府院君) 증(贈) 좌의정, 가증(加贈) 영의정, 시호 충무(忠武)
      - 제수 : 정경부인 상주 방씨(尙州 方氏; 온양 방씨)
        - 조카 : 이회(李薈, 1567~1625) 선무1등공훈, 훈련원 첨정, 증 승정원 좌승지
        - 조카 : 이예(李䓲, 1571~1631) 형조정랑, 증 승정원 좌승지
        - 조카 : 이면(李葂, 1577~1597) 증 이조 참의, 정유재란시 왜군과 교전 중 전사

      - 제수(첩) : 해주 오씨(海州吳氏; 해주 오씨)
        - 조카 : 이훈(李薰, 1574~1624) 무과, 증 병조참의, 이괄의 난 진압 중 전사
        - 조카 : 이신(李藎, 미상~1627) 무과, 증 병조참의, 정묘호란시 종형제 이완과 함께 전사

      - 동생 : 이우신(李禹臣, 미상), 참봉
      - 제수 : 온양 조씨(溫陽鄭氏)

## 문헌
李羲臣 字汝翼 贈嘉善大夫兵曹叅判兼知府事五衛都摠府副總管 一五三五年中宗乙未生▶一五 八七年宣祖丁亥正月二十四日卒▶墓三巨里德淵府院君墓後子坐有表石 配贈貞夫人晋州姜氏 父司評世溫祖叅奉趙興外祖叅奉光州李宗榦 忌六月十九日▶墓雙墳